# Makis Solomos
Pour les articles homonymes, voir Solomos.
Makis Solomos, né en 1962 à Athènes, est un musicologue spécialisé dans la musique contemporaine et tout particulièrement dans l’œuvre de Iannis Xenakis dont il est l’un des plus importants spécialistes. Il est aussi un des spécialistes de la pensée d’Adorno. Ses travaux actuels portent plus particulièrement sur la question de l'écologie du son et la décroissance. Il a publié de nombreux articles et ouvrages et participe régulièrement à des rencontres et colloques. Il a également participé à la création d'une revue en 2005 "Filigranes" qui vise à élargir le champ de la musicologie.

## Biographie
Makis Solomos vit à Paris depuis 1980. Il a étudié la composition avec Yoshihisa Taira et Sergio Ortega et a ensuite étudié la musicologie à l’Université Paris Sorbonne-Paris IV. Il a enseigné à l’Université Paul-Valéry Montpellier 3 jusqu'en 2010. Il est actuellement professeur à l'université Paris VIII et membre junior de l’institut universitaire de France.

## Domaines de recherche
Makis Solomos tente dans ses écrits de marier les approches analytique, historique et herméneutique. Outre ses nombreux écrits sur l’œuvre de Xenakis, ses recherches se portent sur différents aspects des musiques récentes (Webern, Varèse, Boulez, Criton, Vaggione, Di Scipio, la musique spectrale, la musique électronique, la musique populaire, et notamment les questions d’ordre esthétique dans une perspective très souvent inspirée de la pensée philosophique d’Adorno. Défenseur d’une approche esthétique moderniste radicale de la musique contemporaine, il critique tout particulièrement les esthétiques qu'il considère comme conservatrices notamment néo-classiques et post-modernistes (le post-modernisme s'inscrivant clairement dans la modernité)[réf. nécessaire]. Il reste relativement distant des esthétiques dites « modernistes modérées ».
Il se positionne aussi contre l'historicisme, c’est-à-dire une lecture linéaire de l'histoire  de la musique qui consiste à n'envisager l'évolution des esthétiques que dans un sens uniforme, en ne s'appuyant que sur les jalons que constituent les grands noms de l'histoire (les "vainqueurs" pour reprendre le terme de Solomos). Il défend l'idée selon laquelle l'évolution musicale à travers l'histoire serait au contraire un mouvement complexe et multiforme de différentes conceptions et esthétiques. Fait qui n'est pas sans manquer de paradoxe pour un défenseur du modernisme musical.
Ses travaux récents se sont consacrés à des thématiques comme celle de l'émergence du son, l'écologie du son et la décroissance, pour lesquels il a consacré des ouvrages, articles ou communications dans des colloques.